# Leptophyllopsis
Leptophyllopsis es un género de musgos hepáticas perteneciente a la familia Geocalycaceae. Comprende 4 especies descritas y de estas, solo 2 aceptadas.

## Taxonomía
El género fue descrito por Rudolf M. Schuster  y publicado en Journal of the Hattori Botanical Laboratory 26: 269. 1963. La especie tipo es:  Leptophyllopsis laxa (Mitt.) Hamlin

## Especies aceptadas
A continuación se brinda un listado de las especies del género Leptophyllopsis aceptadas hasta marzo de 2015, ordenadas alfabéticamente. Para cada una se indica el nombre binomial seguido del autor, abreviado según las convenciones y usos.	
- Leptophyllopsis irregularis (Stephani) J.J. Engel
- Leptophyllopsis laxa (Mitt.) Hamlin